# Cenodocus borneensis
Cenodocus borneensis là một loài bọ cánh cứng trong họ Cerambycidae.